# Latif Karimov
Latif Karimov (en azerí: Lətif Kərimov; Şuşa, 17 de noviembre de 1906 – Bakú, 8 de septiembre de 1991) fue un pintor, diseñador de alfombras soviético, Artista del Pueblo de la RSS de Azerbaiyán.

## Biografía
Latif Karimov nació el 17 de noviembre de 1906 en Şuşa. Su padre fue sombrerero y su madre fue tejedora de alfombra. En 1910 su familia se mudó a Mashad. Después de graduarse de la madrasa, empezó a trabajar en la tienda de alfombra y aprender el arte de tejer alfombras. Después de regresar a Azerbaiyán en 1929, trabajó en la Asociación de Producción Científica y Creativa de Azerkhalcha. En 1937, por iniciativa de Latif Karimov, se inauguró el taller central de teñido en Bakú. 
Latif Karimov recibió el título “Artista de Honor de la RSS de Azerbaiyán” en 1955, “Artista del Pueblo de la RSS de Azerbaiyán” en 1960. Por su iniciativa se inauguró el Museo de Alfombra de Azerbaiyán en 1967. Durante muchos años enseñó en la Universidad Estatal de Cultura y Arte de Azerbaiyán.
Latif Karimov murió el 8 de septiembre y fue enterrado en Bakú.

## Galería

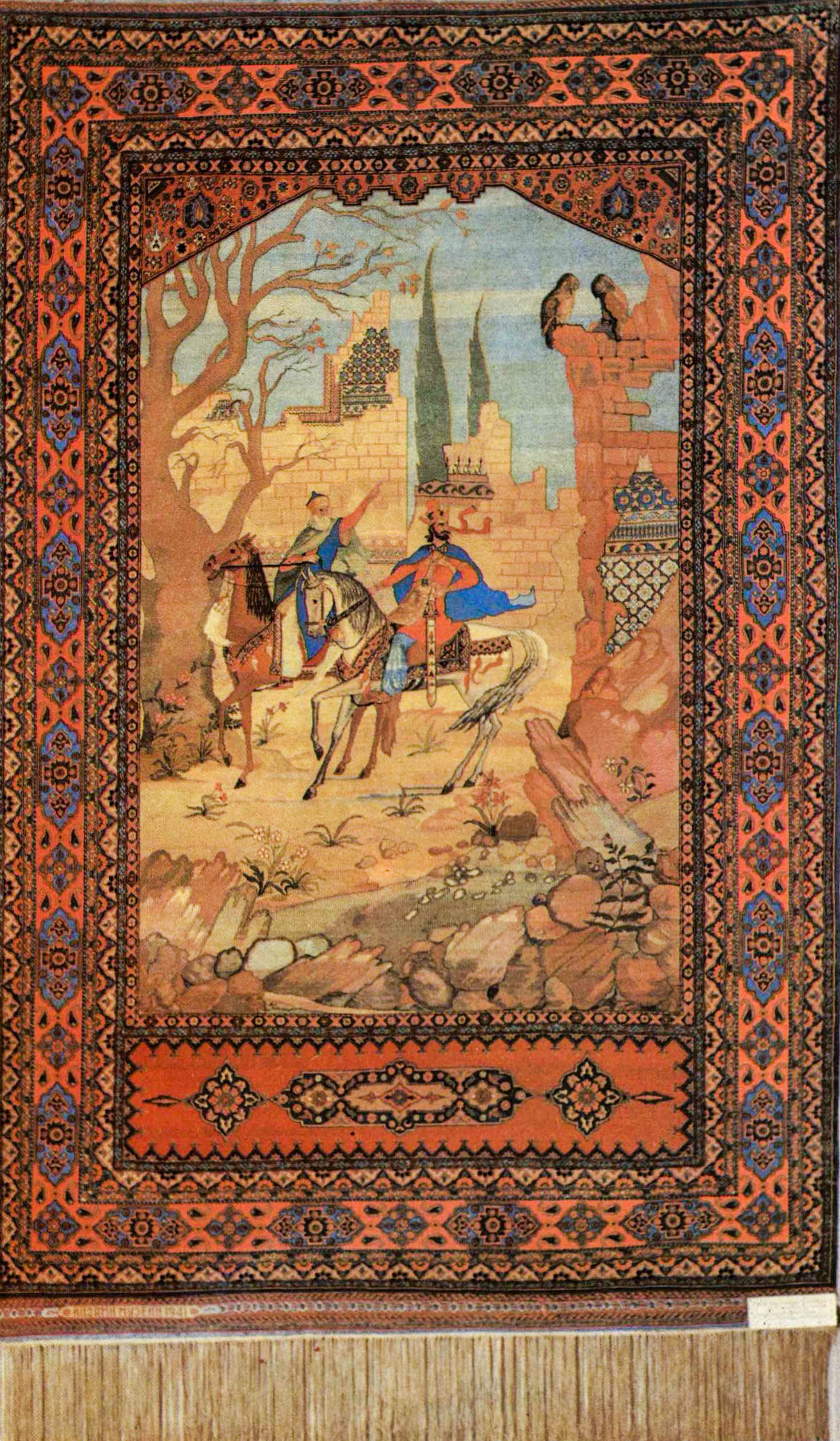
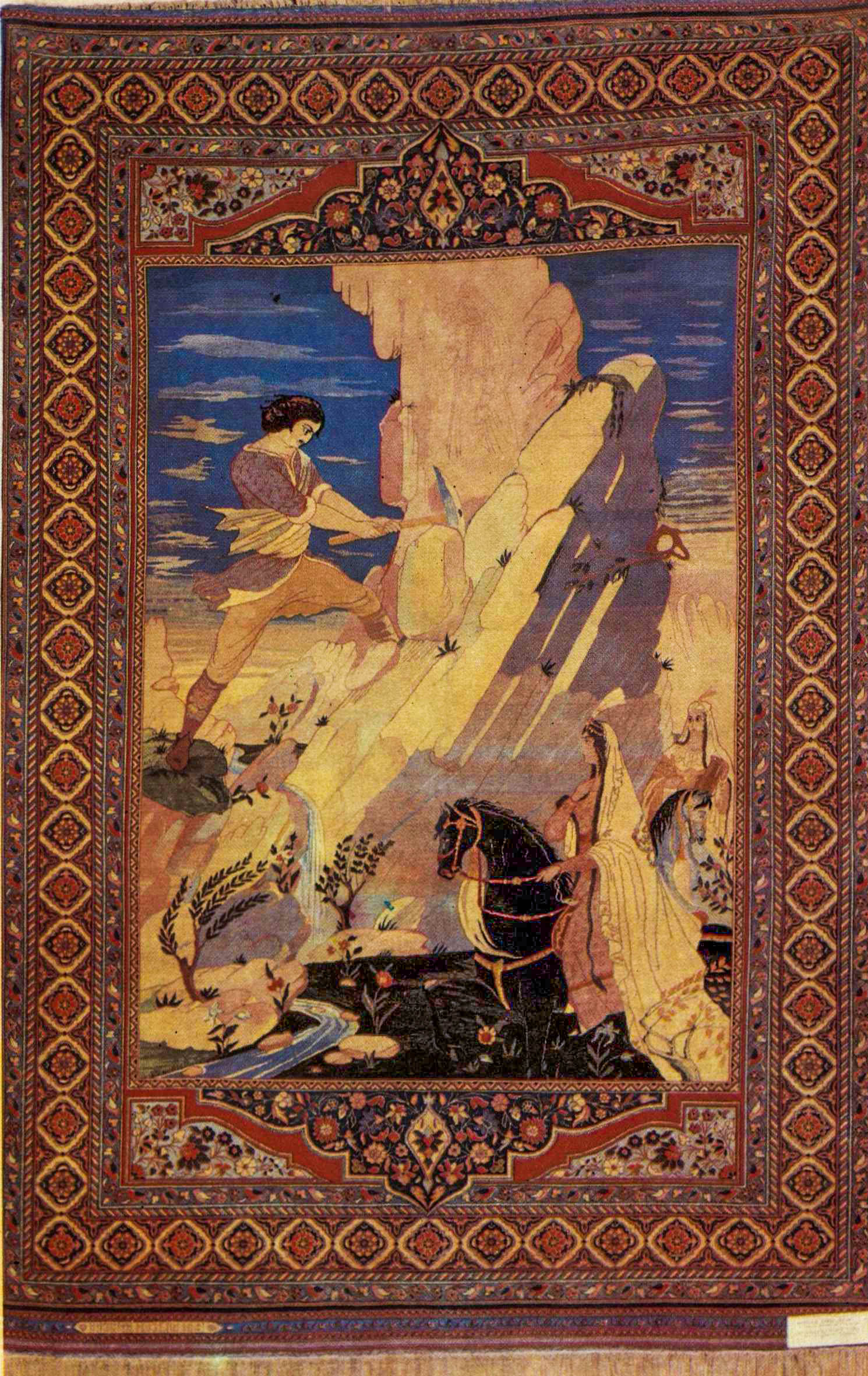
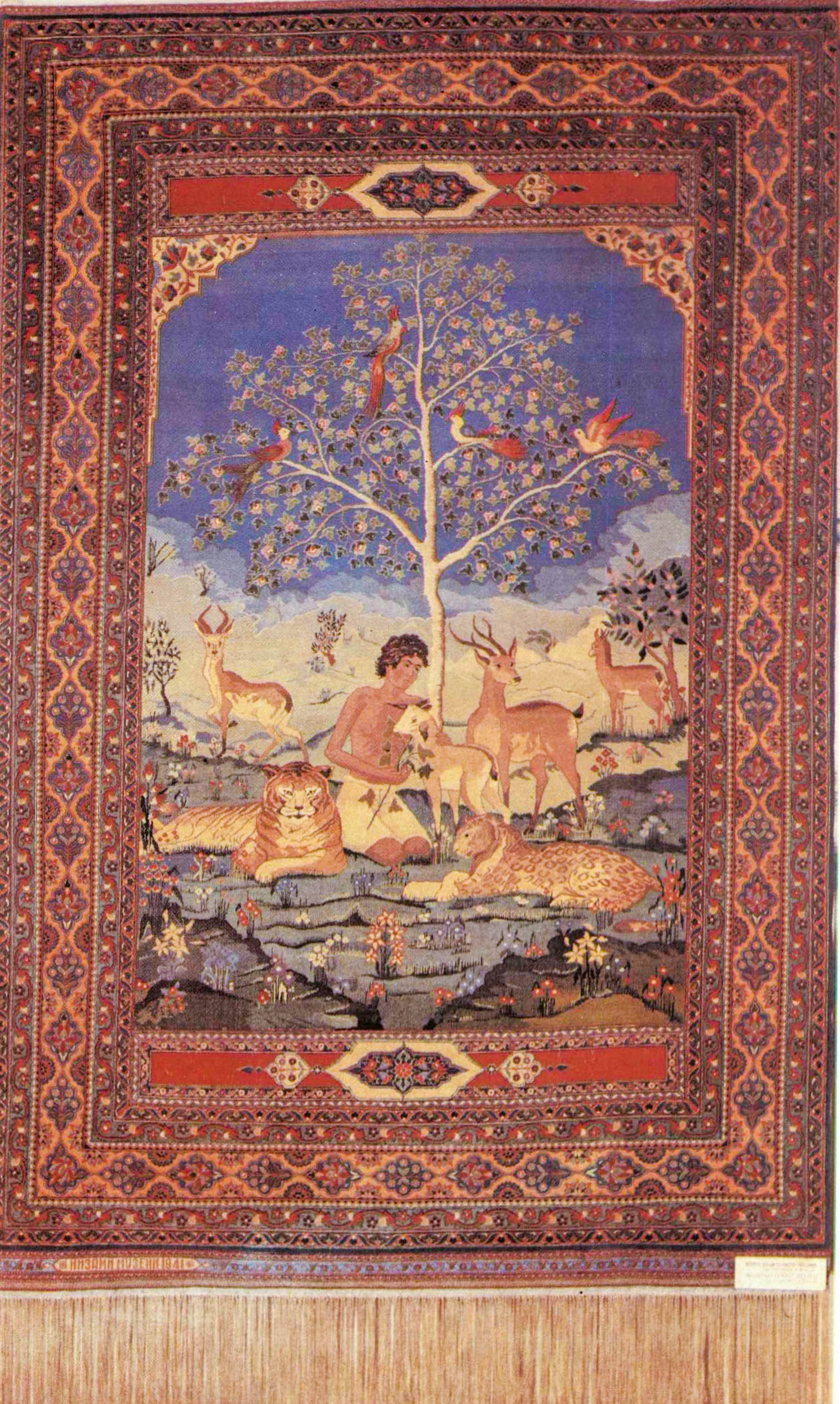
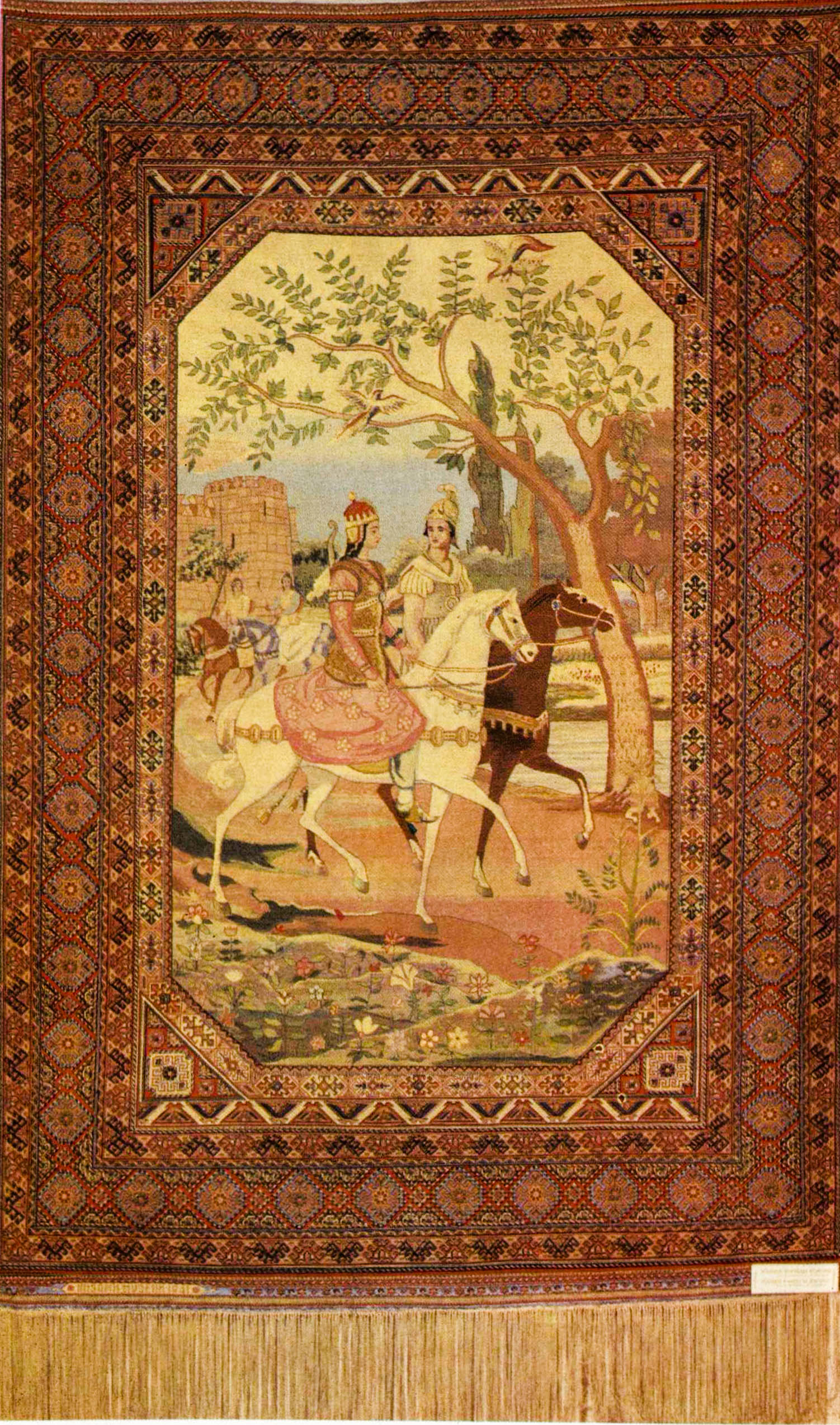
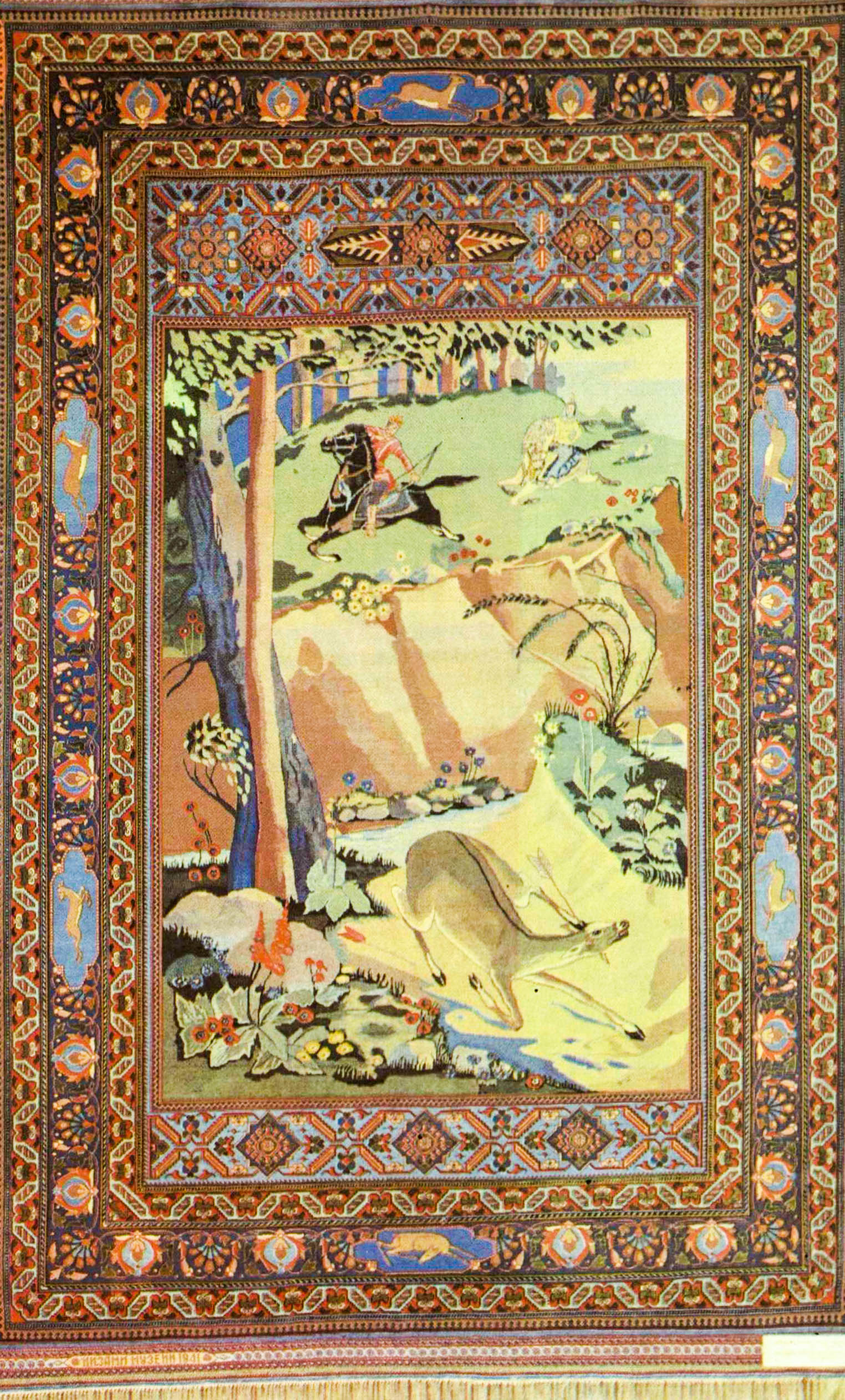
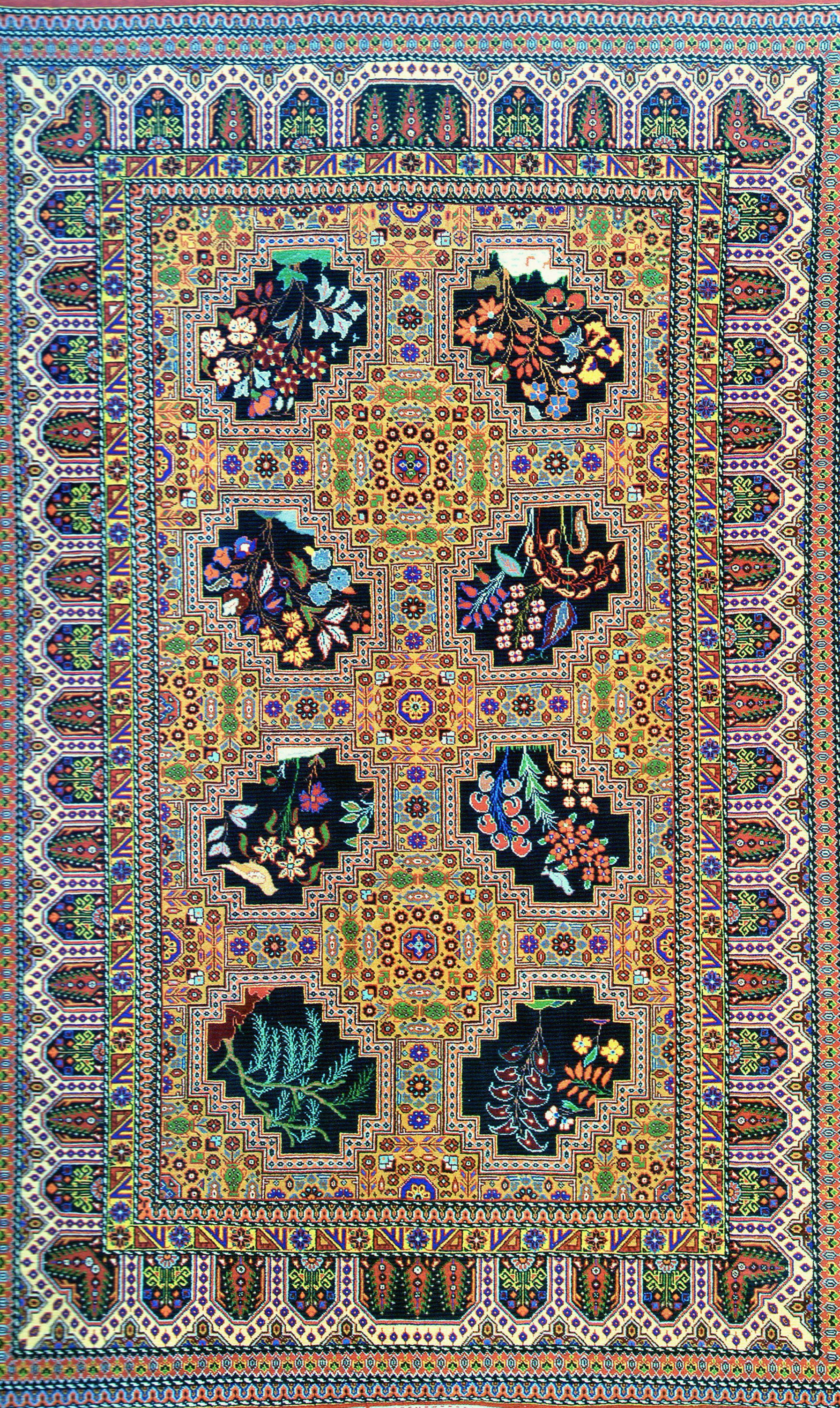
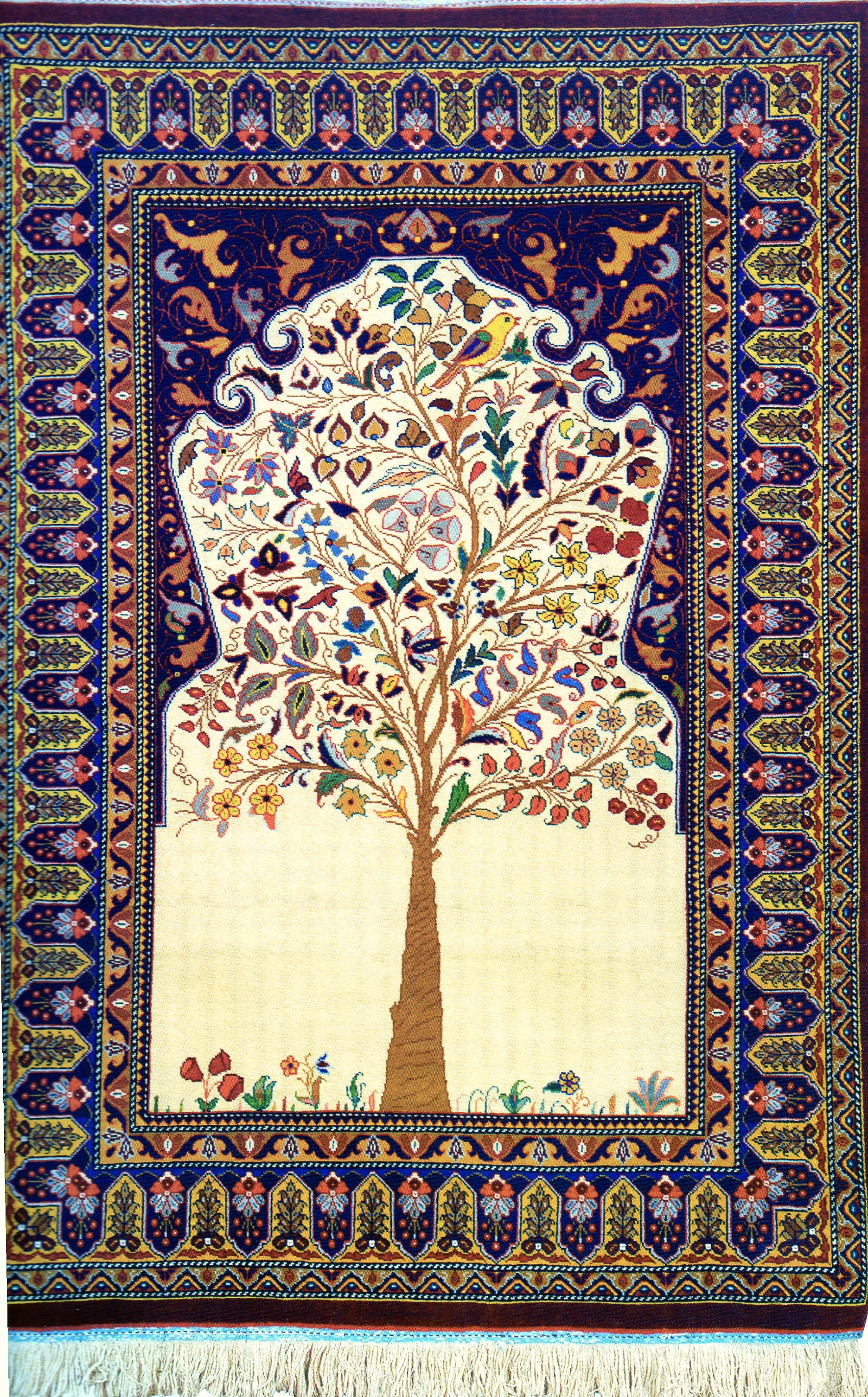
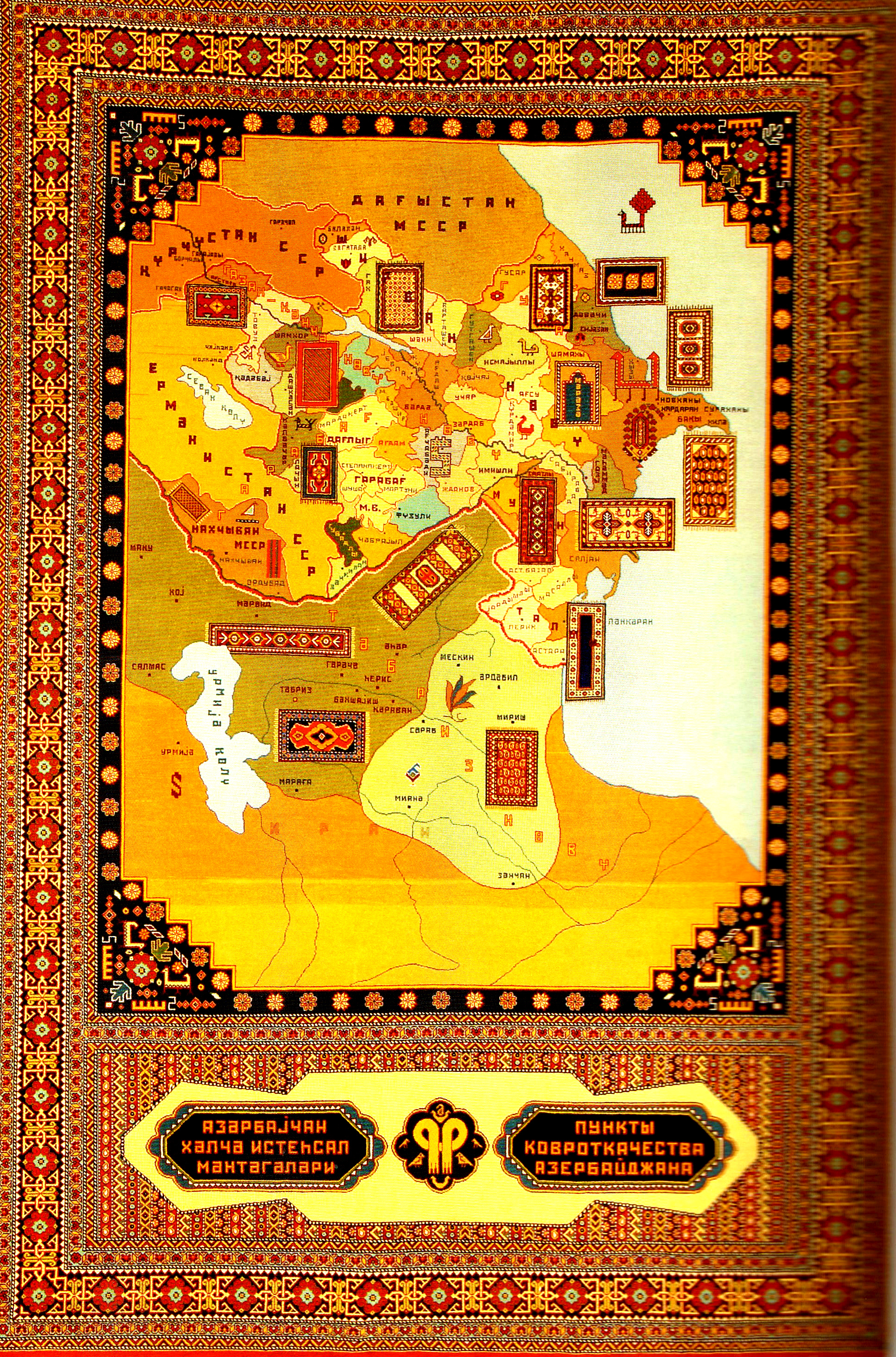

## Premios y títulos
- Artista de Honor de la RSS de Azerbaiyán (1955)
- Artista del Pueblo de la RSS de Azerbaiyán (1960)
- Orden de la Bandera Roja del Trabajo (1976)
- Orden de la Amistad de los Pueblos (1986)